# Karyna Gomes
Karyna Gomes (Bissau, 13 de fevereiro de 1976) é cantora, jornalista e cofundadora do movimento pela paz Miguilan ou Minjderis di Guiné No Lanta (em português, Mulheres da Guiné-Bissau levantemo-nos). Em 2021, assumiu a coordenação do primeiro projeto de jornalismo em crioulo (cabo-verdiano e guineense) desenvolvido por um órgão de comunicação social português (o jornal online Mensagem de Lisboa).

## Percurso
Nascida em Bissau a 13 de fevereiro de 1976, filha de pai guineense e mãe cabo-verdiana, iniciou a sua carreira musical em 1997 no coro gospel brasileiro Rejoicing Mass em São Paulo, cidade onde estudou jornalismo.
Em 2001, regressou à Guiné-Bissau, onde trabalhou como jornalista para a RTP, e também na área da comunicação para o desenvolvimento.
Regressou à música em 2005, quando se juntou à Orquestra Super Mama Djombo.
Mudou-se para Portugal em 2011, onde lançou o seu primeiro disco, Mindjer.  Após o lançamento do disco, fez várias digressões internacionais, entre elas o Atlantic Music Expo, em 2015, e o Mercado de Visa for Music.
Em 2015, em discordância com o então presidente guineense, José Mário Vaz, pela demissão do Governo eleito, cofundou a Miguilan ou Minjderis di Guiné No Lanta (em português, Mulheres da Guiné-Bissau levantemo-nos), uma organização da sociedade civil guineense constituída exclusivamente por mulheres, cujo trabalho se foca nas questões da paz, estabilidade e legalidade na Guiné-Bissau, trazendo para o debate nacional os temas da boa governação, da democracia, dos direitos humanos e de género, e denunciando decisões e práticas vigentes no país que afrontem a democracia e o Estado de Direito.
Em 2019, Gomes foi uma das estrelas de abertura do festival de música Over the Border, em Bona.
Em 2021, enquanto jornalista, assumiu a coordenação do primeiro projeto de jornalismo em crioulo (cabo-verdiano e guineense) desenvolvido por um órgão de comunicação social português, Mensagem. O projeto de jornal online é realizado em parceria com o site Lisboa Criola, de Dino D’Santiago. Este projeto foi um dos 12 seleccionados pelo programa europeu Newspectrum para receber uma bolsa.
Karyna Gomes trabalhou em vários órgãos de comunicação, tais como a RTP, diversas rádios locais na Guiné-Bissau, A Semana, em Cabo Verde, e a Associated Press.

## Percurso artístico
Em 2005, na Guiné-Bissau, juntou-se à Orquestra Super Mama Djombo, com a qual fez várias digressões.
Em Portugal, lançou, em 2014, o seu primeiro disco, intitulado Mindjer .
Em 2015, participou no festival MED, em Loulé , e em 2016 participou no Festival Músicas do Mundo, em Sines.   Ainda em 2015, sendo madrinha do Observatório Nacional dos Direitos da Criança, cantou no centro de Bissau num espetáculo gratuito para assinalar o Dia Mundial da Luta contra o Trabalho Infantil.
A 22 de novembro de 2018, deu um concerto no Instituto Francês em Abidjan, cujas receitas reverteram para o projeto Npili da Fundação Atena, com o objectivo de financiar a construção de um complexo escolar para meninas bissau-guineenses.
Ainda em 2018, participou nas Festas do Mar, promovido pela Câmara Municipal de Cascais. 
Em 2021, lançou o seu segundo álbum, N'Na, apresentado em festivais como o Marés de Agosto, Festa do Avante!, e no Centro Cultural da Malaposta, no âmbito do ciclo Sons de África no Feminino.  
A cabaça de tina é um dos instrumentos centrais da música de Karyna Gomes, um instrumento tradicional assente na cultura feminina do século XVII das primeiras cidades da Guiné-Bissau. 

## Reconhecimentos e prémios
- Em 2014, recebeu o prémio de intérprete de destaque do Governo da Guiné Bissau, durante a I Gala da Guineendadi.[21]
- Em 2019, foi distinguida pelo African Entertainment Awards USA como Melhor Artista Feminina dos Países Africanos de Língua Oficial Portuguesa.[22][23][24]

## Ligações Externas
- NA ALTA DEFINIÇÃO POÉTICA| Karyna Gomes entrevista por Emílio Tavares Lima

- Karyna Gomes | Tema: Gustu di Mel (Youtube)
- Kavi Music Official | Live Session: Karyna Gomes (2021)